# 胡礽泰
胡礽泰（1877年—?），字伯平，江苏宝山人。中华民国政治人物。

## 生平
胡礽泰生於1876或1877年。